# Патока (Индијана)
Патока (енгл. Patoka) град је у америчкој савезној држави Индијана.

## Демографија
По попису из 2010. године број становника је 735, што је 14 (-1,9%) становника мање него 2000. године.
| Група             | 2000.       | 2010.       |
| Белци             | 725 (96,8%) | 697 (94,8%) |
| Афроамериканци    | 13 (1,7%)   | 8 (1,1%)    |
| Азијати           | 0 (0,0%)    | 2 (0,3%)    |
| Хиспаноамериканци | 2 (0,3%)    | 7 (1,0%)    |
| Укупно            | 749         | 735         |